# Ногачівська сільська рада
Ногачі́вська сільська́ ра́да — адміністративно-територіальна одиниця та орган місцевого самоврядування у Славутському районі Хмельницької області. Адміністративний центр — село Ногачівка.

## Загальні відомості
Ногачівська сільська рада утворена в 1944 році.
- Територія ради: 27,6 км²
- Населення ради: 503 особи (станом на 2001 рік)

## Населені пункти
Сільській раді підпорядковані населені пункти:
- с. Ногачівка
- с. Дятилівка

## Склад ради
Рада складається з 12 депутатів та голови.
- Голова ради: Матвійчук Олег Анатолійович
- Секретар ради: Калюжний Микола Іванович

### Керівний склад попередніх скликань
| Прізвище, ім'я, по батькові | Основні відомості                                                         | Дата обрання | Дата звільнення |
| --------------------------- | ------------------------------------------------------------------------- | ------------ | --------------- |
| Калюжна Катерина Дмитрівна  | Сільський голова, 1956 року народження, позапартійна                      | 26.03.2006   | 31.10.2010      |
| Матвійчук Олег Анатолійович | Сільський голова, 1970 року народження, освіта вища, член Партії регіонів | 31.10.2010   |                 |

Примітка: таблиця складена за даними сайту Верховної Ради України

### Депутати
За результатами місцевих виборів 2010 року депутатами ради стали:

#### За суб'єктами висування
| Суб'єкт висування                 | Кількість обраних депутатів | %    |
| --------------------------------- | --------------------------- | ---- |
| Самовисування                     | 8                           | 66,7 |
| Народна партія                    | 3                           | 25   |
| Політична партія «Сильна Україна» | 1                           | 8,3  |

#### За округами
| № округу                          | Прізвище, ім'я, по батькові     | Дата визнання обраним | Освіта  | Партійна приналежність | Відомості про обраного депутата      |
| --------------------------------- | ------------------------------- | --------------------- | ------- | ---------------------- | ------------------------------------ |
| Народна Партія                    |                                 |                       |         |                        |                                      |
| 4                                 | Калюжна Ніна Іванівна           | 01.11.2010            | середня | позапартійна           | пенсіонер                            |
| 5                                 | Крутенчук Людмила Андріївна     | 01.11.2010            | середня | позапартійна           | Славутська ЦРЛ, завідувачка ФП       |
| 10                                | Василюк Микола Дмитрович        | 01.11.2010            | середня | позапартійний          | тимчасово не працює                  |
| Політична партія «Сильна Україна» |                                 |                       |         |                        |                                      |
| 12                                | Красномовець Інна Олександрівна | 01.11.2010            | середня | позапартійна           | Ногачівська сільська рада, секретар  |
| Самовисування                     |                                 |                       |         |                        |                                      |
| 1                                 | Калюжна Оксана Василівна        | 01.11.2010            | вища    | позапартійна           | Жуковський НВК, вчитель              |
| 2                                 | Калюжний Микола Іванович        | 01.11.2010            | середня | позапартійний          | тимчасово не працює                  |
| 3                                 | Тертичний Віктор Васильович     | 01.11.2010            | середня | позапартійний          | «Агро відродження і К», збирачмолока |
| 6                                 | Полушкіна Валентина Леонідівна  | 01.11.2010            | вища    | позапартійна           | Сільська рада, бухгалтер             |
| 7                                 | Ходаківська Марія Іванівна      | 01.11.2010            | вища    | позапартійна           | пенсіонер                            |
| 8                                 | Маліновський Віталій Романович  | 01.11.2010            | середня | позапартійний          | ТзОВ"Горинь Агро", комбайнер         |
| 9                                 | Ткачук Петро Семенович          | 01.11.2010            | середня | позапартійний          | пенсіонер                            |
| 11                                | Озномець Микола Васильович      | 01.11.2010            | середня | позапартійний          | ТзОВ"Горинь Агро", охоронець         |

## Господарська діяльність
Основним видом господарської діяльності сільської ради є сільськогосподарське виробництво.

## Населення
Згідно з переписом УРСР 1989 року чисельність наявного населення сільської ради становила 1161 особа, з яких 518 чоловіків та 643 жінки.
За переписом населення України 2001 року в сільській раді мешкали 502 особи.

### Мова
Розподіл населення за рідною мовою за даними перепису 2001 року:
| Мова       | Відсоток |
| ---------- | -------- |
| українська | 99,40 %  |
| російська  | 0,60 %   |